# Xtra Helsingborg
Xtra Helsingborg var en femdagars gratistidning som Helsingborgs Dagblad gavs ut under tiden 5 februari 2007 till 27 juni 2008.

## Redaktion
Redaktionen satt hela tiden i Helsingborg. Tidningen var en opolitisk femdagarstidning med utgivning måndag till fredag. Tidningens fick en efterföljare  i City Helsingborg som gavs ut från  2008-08-11 till 2013. Kersti Forsberg var ansvarig utgivare för tidningen hela utgivningstiden Hon var också redaktör från 5 februari 2007 till 27 februari 2008 då Jonas Kanje tog över redaktörsstolen som tillförordnad till tidningens upphörande.

## Tryckning
Förlaget hette HD city aktiebolag Helsingborg och tidningen trycktes på Tryckeri Helsingborgs dagblad aktiebolag i Helsingborg. Tidningen hade 20-24 sidor och en upplaga på 18 900 exemplar. Hela utgivningstiden var den tryckt i fyrfärg med tabloidformat.